# Pulpete

Schleiflade mit gedrückter Taste

Die Pulpete ist eine Dichtung in der Orgel, durch die der Abzugdraht des Ventils aus dem Windkasten der  Schleiflade herausgeführt wird.
Gefertigt wird die Pulpete meistens als kesselförmiges Lederstückchen aus weichem und dünnem Leder, das auf den Boden des Windkastens geklebt wird.
Pulpeten können alternativ als Metallpulpeten ausgeführt werden. Dazu wird eine Scheibe aus Blei oder Messing oder Edelstahl, die auf den Boden des Windkastens gelegt wird, auf der unteren Seite mit einer dichtenden Lederscheibe beklebt und das Durchgangsloch des Abzugsdrahts wird, um die Ausströmgeräusche des Windes zu verringern, ausgefilzt.